# Saison 1984-1985 des Penguins de Pittsburgh
Autres saisons
La saison 1984-1985 est la 18e saison des Penguins de Pittsburgh dans la Ligue nationale de hockey. Il s'agit de la première saison dans la LNH de la future vedette des Penguins, Mario Lemieux. Avec 43 buts et 57 aides, il termine à 100 points, meilleur pointeur de son équipe, et reçoit en fin de saison le Trophée Calder du meilleur joueur dans sa première saison professionnelle. 
Malgré cette bonne saison de Lemieux, l'équipe des Penguins finit avant-dernière du classement de la saison régulière avec seulement 24 victoires en 80 rencontres jouées. Ils ne sont donc pas qualifiés pour les séries éliminatoires de la Coupe Stanley.

## Contexte de la saison
Au début des années 1980, les résultats des Penguins de Pittsburgh sont décevants : l'équipe se classe à l'avant-dernière place de la LNH en 1982-1983. En 1983-1984, le directeur général des Penguins, Eddie Johnston, ne fait pas grand-chose pour éviter la dernière place : il n’hésite pas à envoyer jouer le gardien, Roberto Romano, avec l’équipe mineure quand ce dernier est en grande forme. À la place Vincent Tremblay est titularisé et accorde vingt-quatre buts en quatre matchs. Vers le mois de mars, Randy Carlyle, un des meilleurs joueurs de l'équipe cette saison, est échangé aux Whalers de Hartford en échange d’un joueur futur, qui ne rejoint les Penguins qu’après la fin de la saison. Ainsi, les joueurs passent leur temps à faire des allers-retours entre la franchise de LNH et les ligues mineures et un total record de quarante-huit joueurs sont utilisés au cours de la saison. En définitive, de la saison, les Penguins finissent derniers avec 38 points avec 3 points de retard sur les Devils du New Jersey.
Johnston souhaite en effet pouvoir choisir en premier lors du repêchage d'entrée de juin 1984 afin de pouvoir appeler le joueur junior vedette de la Ligue de hockey junior majeur du Québec, un certain Mario Lemieux. Il n'hésite ainsi ni à sacrifier la saison 1983-1984 de l'équipe ni à dire non aux propositions des autres franchises du circuit. Au cours du repêchage, les Penguins sélectionnent, en plus de Lemieux, neuf autres joueurs dont deux autres lors du premier tour : Doug Bodger et Roger Belanger. C'est la première fois que l'équipe sélectionne plus d'un joueur lors du premier tour d'un repêchage.
Malgré les attentes et sacrifices des Penguins, les fans de l'équipe tombent de haut quand le jour du repêchage, le 9 juin 1984, Lemieux refuse de serrer la main des dirigeants de l'équipe. Il refuse également de mettre sur son dos le maillot de l'équipe : les deux parties étant en pleines négociations salariales, le joueur du Québec décide alors de frapper un grand coup. Finalement, Lemieux signe son contrat avec Pittsburgh quelques jours plus tard pour un montant d'environ 700 000 dollars. 
Juste avant le repêchage, le 4 juin, l'équipe des Penguins recrute Bob Berry pour remplacer Lou Angotti ; Berry ayant été limogé par les Canadiens de Montréal au cours de la saison précédente,. Lors du premier match du camp d'entraînement, Mario Lemieux fait parler de lui en inscrivant un but lors de sa première présence sur la glace contre Michel Dion après avoir évité un vétéran qui comptait le mettre en échec durement,. Berry doit malgré tout composer avec tous les joueurs de son équipe : d'un côté la future vedette du club, de l'autre les vétérans de l'équipe qui se sentent négligés par leurs dirigeants.

## Saison régulière
L'équipe des Penguins joue son premier match le 11 octobre 1984 contre les Bruins de Boston dans le Boston Garden. Au bout d'un peu plus de deux minutes de jeu, Lemieux, qui joue son premier temps de jeu dans la LNH, bloque un tir de Raymond Bourque et part en échappée. Il parvient à battre Pete Peeters sur son premier tir. L'équipe perd finalement cette rencontre sur le score de 4-3. Randy Hillier rejoint l'équipe ce même jour en retour d'un choix de repêchage de 1985. Après une nouvelle défaite lors du deuxième match, l'équipe joue enfin son premier match dans sa patinoire du Civic Arena le 17 octobre contre les Canucks de Vancouver. Lemieux est aligné dès les débuts du match pour le premier engagement, il récupère le palet et rentre dans la zone défensive des Canucks. Il sert alors Doug Shedden qui se trouve devant le but adverse qui compte le premier but de la partie après seulement 18 secondes de jeu. Deux minutes plus tard, Gary Lupul des Canucks vient défier Lemieux ; Lemieux décide de montrer qu'il sait marquer des points mais également se défendre tout seul : il jette ses gants et remporte le premier combat de sa carrière dans la LNH,.
Après dix journées de jeu, les Penguins comptent cinq victoires et autant de défaites mais au cours des dix rencontres suivantes, ils ne parviennent pas à trouver leur rythme en ne comptant qu'une victoire pour deux matchs nuls et sept défaites. Lors du mois de novembre, l'équipe de Pittsburgh enregistre les arrivées de John Chabot depuis Montréal et de Ville Sirén des Whalers de Hartford. Après deux défaites début décembre, les Penguins arrivent à enchaîner cinq victoires entre les 5 et 15 décembre. Le 5 décembre, le capitaine des Penguins, Mike Bullard, inscrit le deuxième tour du chapeau de sa carrière contre les Blues de Saint-Louis. Il en réalise un second la même saison, le 26 décembre, alors que Mario Lemieux inscrit un doublé contre les Islanders de New York. L'équipe s'impose finalement 6-5 mais au 1er janvier 1985, l'équipe est huitième de l'Association Prince de Galles avec une fiche de 14 victoires, 17 défaites et 5 matchs nuls. Le mois de janvier n'est pas plus propice aux Penguins que les précédents vu qu'ils n'enregistrent que quatre victoires. Ils connaissent d'ailleurs une période de 12 rencontres sans victoire entre le 21 janvier et le 18 février. L'équipe est alors dernière de l'Association avec 41 points, 6 de plus que les Maple Leafs de Toronto, moins bonne équipe de l'autre association et de toute la LNH.
Entre-temps, le 12 février 1985, le 37e Match des étoiles de la LNH  se joue à Calgary. Lemieux est le seul joueur des Penguins à être sélectionné pour participer à la rencontre de démonstration. Peu de temps avant le match, il est critiqué par Don Cherry, ancien joueur et célèbre commentateur de hockey du Canada, qui lui reproche de ne pas assez défendre pour son équipe. Le jeune québécois lui répond que sa direction lui a demandé de compter des points et non pas de défendre. Le match voit l'opposition de Lemieux au meilleur joueur de l'époque : Wayne Gretzky. Le joueur de Penguins compte une passe décisive et deux buts lors de la victoire de son association sur le score de 6-4 ; il est par la suite élu meilleur joueur de la rencontre et devient le premier joueur à recevoir cet honneur dans sa première année dans la LNH.
La fin de la saison des Penguins n'est pas meilleure puisqu'ils ne parviennent pas à enregistrer deux victoires consécutives ; ils ne comptent même que quatre victoires sur les 19 rencontres de mars et avril. Le dernier match de la saison est joué le 7 avril contre les Capitals de Washington et les Penguins sont battus sur le score de 7-3. Malgré la défaite, Lemieux inscrit un but pour son 100e et dernier point de la saison ; il est le troisième joueur recrue de l'histoire de la LNH à atteindre cette barre symbolique,. Le 12 juin, il est récompensé par la LNH et reçoit le Trophée Calder en tant que meilleur joueur recrue.

### Matchs après matchs
| no | Résultat | Date         | Score   | Adversaire               | Lieu         | Fiche   |
| -- | -------- | ------------ | ------- | ------------------------ | ------------ | ------- |
| 1  | D        | 11 octobre   | 3–4     | Bruins de Boston         | Boston       | 0–1–0   |
| 2  | D        | 13 octobre   | 3–4     | Canadiens de Montréal    | Montréal     | 0–2–0   |
| 3  | V        | 17 octobre   | 4–3     | Canucks de Vancouver     | Pittsburgh   | 1–2–0   |
| 4  | V        | 20 octobre   | 5–2     | Flyers de Philadelphie   | Pittsburgh   | 2–2–0   |
| 5  | D        | 21 octobre   | 2–4     | Flyers de Philadelphie   | Philadelphie | 2–3–0   |
| 6  | D        | 24 octobre   | 2–5     | Devils du New Jersey     | Pittsburgh   | 2–4–0   |
| 7  | V        | 27 octobre   | 6–5     | Canadiens de Montréal    | Pittsburgh   | 3–4–0   |
| 8  | V        | 30 octobre   | 4–3     | Red Wings de Détroit     | Pittsburgh   | 4–4–0   |
| 9  | V        | 31 octobre   | 7–6     | Devils du New Jersey     | New Jersey   | 5–4–0   |
| 10 | D        | 3 novembre   | 5–7     | Rangers de New York      | Pittsburgh   | 5–5–0   |
| 11 | N        | 6 novembre   | 3–3 (P) | Oilers d'Edmonton        | Pittsburgh   | 5–5–1   |
| 12 | D        | 8 novembre   | 2–6     | Blues de Saint-Louis     | Pittsburgh   | 5–6–1   |
| 13 | D        | 10 novembre  | 4–5     | Islanders de New York    | New York     | 5–7–1   |
| 14 | V        | 14 novembre  | 4–3 (P) | Jets de Winnipeg         | Winnipeg     | 6–7–1   |
| 15 | D        | 16 novembre  | 6–7     | Canucks de Vancouver     | Vancouver    | 6–8–1   |
| 16 | D        | 17 novembre  | 3–5     | Kings de Los Angeles     | Los Angeles  | 6–9–1   |
| 17 | N        | 21 novembre  | 3–3 (P) | Capitals de Washington   | Pittsburgh   | 6–9–2   |
| 18 | D        | 22 novembre  | 3–9     | Whalers de Hartford      | Hartford     | 6–10–2  |
| 19 | D        | 24 novembre  | 3–5     | Devils du New Jersey     | Pittsburgh   | 6–11–2  |
| 20 | N        | 27 novembre  | 2–2 (P) | Sabres de Buffalo        | Pittsburgh   | 6–11–3  |
| 21 | D        | 29 novembre  | 3–6     | Black Hawks de Chicago   | Pittsburgh   | 6–12–3  |
| 22 | D        | 1er décembre | 1–3     | Flyers de Philadelphie   | Philadelphie | 6–13–3  |
| 23 | D        | 2 décembre   | 1–9     | Capitals de Washington   | Washington   | 6–14–3  |
| 24 | V        | 5 décembre   | 7–4     | Blues de Saint-Louis     | Pittsburgh   | 7–14–3  |
| 25 | V        | 7 décembre   | 4–3 (P) | Rangers de New York      | New York     | 8–14–3  |
| 26 | V        | 8 décembre   | 6–4     | Flames de Calgary        | Pittsburgh   | 9–14–3  |
| 27 | V        | 12 décembre  | 4–3     | Islanders de New York    | Pittsburgh   | 10–14–3 |
| 28 | V        | 15 décembre  | 5–2     | Maple Leafs de Toronto   | Toronto      | 11–14–3 |
| 29 | D        | 19 décembre  | 2–3     | Devils du New Jersey     | Pittsburgh   | 11–15–3 |
| 30 | V        | 21 décembre  | 4–2     | Flyers de Philadelphie   | Pittsburgh   | 12–15–3 |
| 31 | D        | 22 décembre  | 2–5     | Islanders de New York    | New York     | 12–16–3 |
| 32 | V        | 26 décembre  | 6–5     | Islanders de New York    | Pittsburgh   | 13–16–3 |
| 33 | V        | 28 décembre  | 4–0     | Whalers de Hartford      | Pittsburgh   | 14–16–3 |
| 34 | D        | 29 décembre  | 2–10    | Nordiques de Québec      | Québec       | 14–17–3 |
| 35 | N        | 31 décembre  | 4–4 (P) | Red Wings de Détroit     | Détroit      | 14–17–4 |
| 36 | V        | 2 janvier    | 2–1     | Maple Leafs de Toronto   | Toronto      | 15–17–4 |
| 37 | D        | 4 janvier    | 2–7     | Sabres de Buffalo        | Buffalo      | 15–18–4 |
| 38 | D        | 5 janvier    | 3–8     | Nordiques de Québec      | Pittsburgh   | 15–19–4 |
| 39 | V        | 9 janvier    | 7–4     | Canucks de Vancouver     | Pittsburgh   | 16–19–4 |
| 40 | V        | 12 janvier   | 4–3     | Oilers d'Edmonton        | Pittsburgh   | 17–19–4 |
| 41 | D        | 16 janvier   | 4–5     | Capitals de Washington   | Pittsburgh   | 17–20–4 |
| 42 | D        | 17 janvier   | 2–6     | Capitals de Washington   | Washington   | 17–21–4 |
| 43 | V        | 19 janvier   | 5–4     | Black Hawks de Chicago   | Pittsburgh   | 18–21–4 |
| 44 | D        | 21 janvier   | 6–7     | Jets de Winnipeg         | Winnipeg     | 18–22–4 |
| 45 | D        | 23 janvier   | 3–4     | North Stars du Minnesota | Minnesota    | 18–23–4 |
| 46 | N        | 25 janvier   | 6–6 (P) | Flames de Calgary        | Calgary      | 18–23–5 |
| 47 | D        | 26 janvier   | 3–6     | Oilers d'Edmonton        | Edmonton     | 18–24–5 |
| 48 | D        | 30 janvier   | 5–6     | Maple Leafs de Toronto   | Pittsburgh   | 18–25–5 |
| 49 | D        | 2 février    | 0–4     | Islanders de New York    | Pittsburgh   | 18–26–5 |
| 50 | D        | 7 février    | 3–6     | Devils du New Jersey     | New Jersey   | 18–27–5 |
| 51 | D        | 9 février    | 1–4     | Islanders de New York    | New York     | 18–28–5 |
| 52 | D        | 10 février   | 3–4     | Kings de Los Angeles     | Pittsburgh   | 18–29–5 |
| 53 | D        | 14 février   | 4–5     | Black Hawks de Chicago   | Chicago      | 18–30–5 |
| 54 | D        | 16 février   | 1–8     | Nordiques de Québec      | Pittsburgh   | 18–31–5 |
| 55 | D        | 18 février   | 2–8     | Flyers de Philadelphie   | Philadelphie | 18–32–5 |
| 56 | V        | 20 février   | 6–3     | Flames de Calgary        | Pittsburgh   | 19–32–5 |
| 57 | D        | 22 février   | 3–8     | Rangers de New York      | Pittsburgh   | 19–33–5 |
| 58 | V        | 23 février   | 3–1     | North Stars du Minnesota | Minnesota    | 20–33–5 |
| 59 | D        | 25 février   | 4–5     | North Stars du Minnesota | Pittsburgh   | 20–34–5 |
| 60 | D        | 27 février   | 4–6     | Jets de Winnipeg         | Pittsburgh   | 20–35–5 |
| 61 | V        | 2 mars       | 5–4     | Rangers de New York      | Pittsburgh   | 21–35–5 |
| 62 | D        | 3 mars       | 3–7     | Rangers de New York      | New York     | 21–36–5 |
| 63 | D        | 5 mars       | 0–6     | Kings de Los Angeles     | Los Angeles  | 21–37–5 |
| 64 | D        | 7 mars       | 1–5     | Blues de Saint-Louis     | Saint Louis  | 21–38–5 |
| 65 | V        | 9 mars       | 6–5 (P) | Bruins de Boston         | Boston       | 22–38–5 |
| 66 | D        | 10 mars      | 4–11    | Flyers de Philadelphie   | Philadelphie | 22–39–5 |
| 67 | D        | 13 mars      | 3–7     | Bruins de Boston         | Pittsburgh   | 22–40–5 |
| 68 | V        | 16 mars      | 5–0     | Rangers de New York      | Pittsburgh   | 23–40–5 |
| 69 | D        | 17 mars      | 3–4     | Whalers de Hartford      | Hartford     | 23–41–5 |
| 70 | D        | 19 mars      | 3–5     | Flyers de Philadelphie   | Pittsburgh   | 23–42–5 |
| 71 | D        | 22 mars      | 1–3     | Sabres de Buffalo        | Buffalo      | 23–43–5 |
| 72 | D        | 24 mars      | 3–7     | Capitals de Washington   | Washington   | 23–44–5 |
| 73 | D        | 26 mars      | 4–5     | Rangers de New York      | New York     | 23–45–5 |
| 74 | V        | 27 mars      | 4–3     | Devils du New Jersey     | Pittsburgh   | 24–45–5 |
| 75 | D        | 30 mars      | 4–6     | Devils du New Jersey     | New Jersey   | 24–46–5 |
| 76 | D        | 31 mars      | 2–4     | Canadiens de Montréal    | Pittsburgh   | 24–47–5 |
| 77 | D        | 2 avril      | 3–4     | Islanders de New York    | New York     | 24–48–5 |
| 78 | D        | 3 avril      | 2–3     | Red Wings de Détroit     | Pittsburgh   | 24–49–5 |
| 79 | D        | 6 avril      | 4–7     | Capitals de Washington   | Pittsburgh   | 24–50–5 |
| 80 | D        | 7 avril      | 3–7     | Capitals de Washington   | Washington   | 24–51–5 |

### Classement
| Clt   | Équipe                 | PJ | V  | D  | N  | BP  | BC  | Pts |
| ----- | ---------------------- | -- | -- | -- | -- | --- | --- | --- |
| +001, | Flyers de Philadelphie | 80 | 53 | 20 | 7  | 348 | 241 | 113 |
| +002, | Capitals de Washington | 80 | 46 | 25 | 9  | 322 | 240 | 101 |
| +003, | Islanders de New York  | 80 | 40 | 34 | 6  | 345 | 312 | 86  |
| +004, | Rangers de New York    | 80 | 26 | 44 | 10 | 295 | 345 | 62  |
| +005, | Devils du New Jersey   | 80 | 22 | 48 | 10 | 264 | 346 | 54  |
| +006, | Penguins de Pittsburgh | 80 | 24 | 51 | 5  | 276 | 385 | 53  |

## Statistiques de l'équipe

### Joueurs
Avec 100 points, Lemieux est le meilleur pointeur de l'équipe mais également le meilleur buteur et le meilleur passeur. Warren Young inscrit quant à lui un total de 40 buts et connaît un pourcentage de buts inscrits par nombre de tirs de 30,8 %, un record pour l'équipe. Bullard est le meilleur buteur de l'équipe en supériorité numérique avec 14 filets alors que Mitch Lamoureux est le meilleur en infériorité numérique avec seulement 2 buts. Gary Rissling totalise 209 minutes pour le grand nombre de minutes de pénalité de l'équipe.
| Joueur                 | PJ | B  | A  | Pts | Pun |
| ---------------------- | -- | -- | -- | --- | --- |
| Mario Lemieux          | 73 | 43 | 57 | 100 | 54  |
| Warren Young           | 80 | 40 | 32 | 72  | 174 |
| Doug Shedden           | 80 | 35 | 32 | 67  | 30  |
| Mike Bullard           | 68 | 32 | 31 | 63  | 75  |
| Wayne Babych           | 65 | 20 | 34 | 54  | 35  |
| John Chabot            | 67 | 8  | 45 | 53  | 12  |
| Moe Mantha             | 71 | 11 | 40 | 51  | 54  |
| Doug Bodger            | 65 | 5  | 26 | 31  | 67  |
| Andy Brickley (en)     | 45 | 7  | 15 | 22  | 10  |
| Randy Hillier          | 45 | 2  | 19 | 21  | 56  |
| Gary Rissling (en)     | 56 | 10 | 9  | 19  | 209 |
| Mitch Lamoureux        | 62 | 10 | 8  | 18  | 53  |
| Troy Loney             | 46 | 10 | 8  | 18  | 59  |
| Kevin McCarthy (en)    | 64 | 9  | 10 | 17  | 30  |
| Mark Taylor            | 47 | 7  | 10 | 17  | 19  |
| Dave Hannan            | 30 | 6  | 7  | 13  | 43  |
| Bruce Crowder (en)     | 26 | 4  | 7  | 11  | 23  |
| Joe McDonnell (en)     | 40 | 2  | 9  | 11  | 20  |
| Rod Buskas             | 69 | 2  | 7  | 9   | 191 |
| Roger Belanger         | 44 | 3  | 5  | 8   | 32  |
| Todd Charlesworth (en) | 67 | 1  | 8  | 9   | 31  |
| Bryan Maxwell (en)     | 44 | 0  | 8  | 8   | 57  |
| Greg Fox (en)          | 26 | 2  | 5  | 7   | 26  |
| Arto Javanainen        | 14 | 4  | 1  | 5   | 2   |
| Ron Flockhart (en)     | 12 | 0  | 5  | 5   | 4   |
| Pat Boutette (en)      | 14 | 1  | 3  | 4   | 24  |
| Jim McGeough           | 14 | 0  | 4  | 4   | 4   |
| Jim Hamilton           | 11 | 2  | 1  | 3   | 0   |
| Wally Weir             | 14 | 0  | 3  | 3   | 34  |
| Bob Errey              | 16 | 0  | 2  | 2   | 7   |
| Steve Gatzos (en)      | 6  | 0  | 2  | 2   | 2   |
| Greg Hotham (en)       | 11 | 0  | 2  | 2   | 4   |
| Rick Kehoe             | 6  | 0  | 2  | 2   | 0   |
| Tom O'Regan (en)       | 1  | 0  | 0  | 0   | 0   |
| Rob Geale (en)         | 1  | 0  | 0  | 0   | 2   |
| Marty McSorley         | 15 | 0  | 0  | 0   | 15  |
| Petteri Lehto (en)     | 6  | 0  | 0  | 0   | 4   |
| Mike Rowe (en)         | 6  | 0  | 0  | 0   | 7   |

### Gardiens de buts
| Joueur         | PJ | V  | D  | N | Min   | BC  | BL | Moy  |
| -------------- | -- | -- | -- | - | ----- | --- | -- | ---- |
| Roberto Romano | 31 | 9  | 17 | 2 | 1 629 | 120 | 1  | 4,42 |
| Denis Herron   | 42 | 10 | 22 | 3 | 2 193 | 169 | 1  | 4,65 |
| Michel Dion    | 10 | 3  | 6  | 0 | 553   | 43  | 0  | 4,67 |
| Brian Ford     | 8  | 2  | 6  | 0 | 457   | 48  | 0  | 6,30 |